# 森昌子
森昌子（もり まさこ，1958年10月13日—）是日本的偶像、演歌歌手、女演員，出生於栃木縣宇都宮市，本名森田昌子。從宇都宮市立細谷小學校轉學到御田小學校畢業，從港中學校（現三田中學校）進入小野學園女子高等學校，轉學到堀越高等學校畢業。前夫是森進一。其長子森田貴寬是日本傑尼斯事務所旗下男子組合NEWS的前成員，現在是搖滾樂隊「ONE OK ROCK」的主唱；么子森內寬樹則是搖滾樂團「My First Story」的主唱。而次子森內智寬與其兄弟不同，在東京電視台工作，未進入演藝圈。

## 經歷
- 栃木縣出生。本名森田昌子。父親是原雙葉食品的公司職員。小學4年級時搬到東京。
- 1971年（昭和46年）以13歲的年齡在日本電視系列節目『明星誕生！』（始於1971年10月）出場。成為第一個總冠軍。Horiproduction（現堀製作）所屬。
- 1972年（昭和47年）7月1日，作為德間音工的歌手以「老師（日语：せんせい (森昌子の曲)）」（せんせい）初次亮相。與翌年初次亮相的同學山口百惠、櫻田淳子一起被稱作「花之三人娘」（花の中三トリオ）。再者，三重奏中最早在NHK紅白歌合戰（第24次）裏完成初演的是森昌子，是在最年少的15歲時候出場（1973年）。
- 1973年（昭和48年），在松竹的『不是男人嗎・鬥志滿滿』電影裏初次亮相。未經世故的表演博得了好評。同年，被提拔主演了『年紀』。成為從那年開始舉辦的『全明星模倣寶座決定戰』的第一代冠軍。
- 1975年（昭和50年），在『花的高2三重奏・初戀時代』第一次與山口・櫻田共同演出。同年3～4月召開的春季高中棒球選拔大會（第47屆），「媽媽」選作入場進行曲，森昌子也客串演出大會的開幕式。
- 1977年（昭和52年），從堀越高中畢業。同期畢業的有岩崎宏美、岡田奈奈、池上季實子等人。
- 1977年（昭和52年）「淚的棧橋」（なみだの桟橋）以後，真正踏上了演歌歌手的道路，唱「彼岸花」（1978年（昭和53年）），處理難度較高的曲子的能力得到提高。
- 1979年（昭和54年），在新宿KOMA劇場作為歷史上最年少的女座長進行「森昌子公演」。
- 1981年（昭和56年），以「哀愁的日本海幹線」（哀しみ本線日本海）第9次出場第32屆NHK紅白歌合戰，23歲首次擔任紅白・紅組壓軸。
- 1983年（昭和58年），以「越冬的燕子」（越冬つばめ）獲得第25屆日本唱片大獎最優秀歌唱獎。獲獎的時候感激之餘一邊流著喜悅的眼淚一邊唱著，此後的第34屆NHK紅白歌合戰也一邊哭一邊歌唱。此外，也參與演出TBS的星期五電視劇『製造回憶』等，活躍在演員的舞臺上。
- 1984年（昭和59年），在NHK『大家的歌（日语：みんなのうた）』節目唱「來到海邊」（海へ来て）。1984年（昭和59年）8月1日～9月30日播出。（重播5次。）
- 1985年（昭和60年），第36次NHK紅白歌合戰，首次擔任紅組主持及壓軸。演唱「愛傷歌」前因為感覺達到極限號哭了，中途不會唱了，作為紅白歌會史上感人的場面流傳下來（之後，和田現子擔任紅白歌會雙方的主持和壓軸）。
- 1986年（昭和61年）10月1日，與演歌歌手森進一結婚。在這之前的8月，舉辦引退音樂會及發表引退紀念曲「～再見～」，從歌手行業引退。
- 2001年（平成13年）12月31日，暌違16年之後，再度出席第52次NHK紅白歌合戰。只把這個做為契機，雖然是有限的，但是在做復出的打算（夫婦共演形式的巡迴演唱會及CD灌錄）。
- 2005年（平成17年）2月，在自己的家裏服下大量藥物暈倒，緊急住院。僅僅相隔1日出院。各種各樣的憶測被wide show和週刊雜誌報導，之後的離婚騷動開始發展。從那時起與森進一不和之說見諸報端。此後，神經方面的恐慌障礙症發作的事變得清晰了。3月，與森進一分居。4月19日，宣佈離婚（父母監管教育子女的權利方面，長子歸森昌子，次子和三男歸森進一。養育權一起歸森昌子）。開始談論作為歌手單獨復出表演的事。
- 2006年（平成18年）3月27日，正式宣佈作為歌手從舊事務所Horipro復出。4月，幻冬舍首次出版散文集『明天』。此後，在和田現子、片平娜琦莎、榊原郁恵等人協助下，召開了「回來了！ 昌子激勵會」，有關人員大約700人到場。5月，復出『NHK歌謠音樂會』電視。涕泣歌唱了「哀愁的日本海幹線」、「越冬的燕子」、「父女草」（父娘草）。以後熱情高漲地進行電視演出等的活動。6月7日，從舊巢的波麗佳音隔了20年的新曲「玫瑰色的未來」（バラ色の未来）發表（首次登場取得14位，作為首次登場是過去最高的名次。森大衛題寫jacket title）。年底，在相隔5年後出場第57次NHK紅白歌合戰，演唱「玫瑰色的未來」。跟原夫森進一的競賽表演受人關注，不過，由於出演順序錯開的緣故，兩人同台演出的場面也沒有出現過一次。再者，2007年（平成19年）以後沒有再出場紅白歌會。
- 2007年（平成19年）4月，以NHK晨間小說連續劇『爆竹節晴天』（どんど晴れ）正式再展開演藝事業。7月13日，相隔22年在「金曜日（星期五）prestigious」電視劇『媽媽 抱歉你生下了我』（お母さん ぼくが生まれてごめんなさい）擔綱主演。
- 同年9月26日，訴諸健康狀態不良，由於急性肺炎突然住院。以同日預定的熊本的音樂會為首，宣佈這一年的巡迴演唱會取消。
- 2008年（平成20年）2月5日，在『NHK歌謠音樂會』演唱「越冬的燕子」，重新開始了文藝活動。
- 同年3月31日，從堀製作辭職。4月1日成立個人事務所「音樂工作室」（おんがく工房）。
- 自2009年（平成21年）2月28日起，個人事務所音樂工作室的郵購新曲「孩子們的櫻花」（子供たちの桜）發表。
- 2010年（平成22年）5月17日，在東京都內的醫院接受子宮全摘除手術。從3年前的2007年開始苦於更年期障礙和貧血，也公佈了2009年5月接受子宮肌瘤和子宮頸癌手術的事。

## NHK紅白歌合戰出場歷
reversed 

| 年度/放送回   | 回 | 曲目                                                                          | 出演順 | 對戰相手          |         |
| ------------- | -- | ----------------------------------------------------------------------------- | ------ | ----------------- | ------- |
| 1973年/第24回 | 初 | 老師（せんせい）                                                              | 03/22  | 野口五郎 reversed |         |
| 1974年/第25回 | 2  | 媽媽（おかあさん）                                                            | 09/25  | 菅原洋一          |         |
| 1975年/第26回 | 3  | 等你三年三月（あなたを待って三年三月）                                        | 09/24  | 錦野旦            |         |
| 1976年/第27回 | 4  | 愛這一個雪景（恋ひとつ雪景色）                                                | 13/24  | 三橋美智也        |         |
| 1977年/第28回 | 5  | 淚的棧橋（なみだの桟橋）                                                      | 22/24  | 春日八郎          |         |
| 1978年/第29回 | 6  | 彼岸花                                                                        | 20/24  | 三波春夫          |         |
| 1979年/第30回 | 7  | 歎息橋（ためいき橋）                                                          | 20/23  | 森進一(1)         |         |
| 1980年/第31回 | 8  | 通往碼頭的淚街（波止場通りなみだ町）                                          | 20/23  | 千昌夫            |         |
| 1981年/第32回 | 9  | 哀愁的日本海幹線（哀しみ本線日本海）                                          | 22/22  | 北島三郎          | 壓軸(1) |
| 1982年/第33回 | 10 | 立待岬                                                                        | 18/22  | 細川貴志          |         |
| 1983年/第34回 | 11 | 越冬的燕子（越冬つばめ）                                                      | 19/21  | 五木宏            |         |
| 1984年/第35回 | 12 | 涙雪                                                                          | 16/20  | 大川榮策          |         |
| 1985年/第36回 | 13 | 愛傷歌                                                                        | 20/20  | 森進一(2)         | 壓軸(2) |
| 2001年/第52回 | 14 | 森昌子特別紀念（メモリアルスペシャル） （老師〜哀愁的日本海幹線〜越冬的燕子） | 23/27  | 美川憲一          |         |
| 2006年/第57回 | 15 | 玫瑰色的未來（バラ色の未来）                                                  | 12/27  | 前川清            |         |

## 唱片

### 細碟
1. 老師（せんせい／1972年7月1日，初次亮相之曲）
2. 同班同學（同級生／1972年10月25日）
3. 初中三年級（中学三年生／1973年2月5日）
4. 夕顏的雨（夕顔の雨／1973年5月5日）
5. 白樺日記（白樺日記／1973年8月25日）
6. 記念樹（記念樹／1973年10月31日）
7. 嫩草的季節（若草の季節／1974年2月10日）
8. 下町的青色天空（下町の青い空／1974年4月20日）
9. 微笑今天您好（今日も笑顔でこんにちは／1974年7月1日）
10. 媽媽（おかあさん／1974年9月1日）
11. 北風的早上（北風の朝／1974年12月1日）
12. 八千代故鄉音頭（八千代ふるさと音頭／1974年千葉縣八千代市市歌）
13. 春天的復蘇（春のめざめ／1975年3月1日）
14. 你的面貌（面影の君／1975年6月1日）
15. 等你三年三月（あなたを待って三年三月／1975年9月1日）
16. 那個人的船走了（あの人の船行っちゃった／1975年12月1日）
17. 阿姨（おばさん／1976年3月1日）
18. 黃昏下笛子的山岡（夕笛の丘／1976年6月1日）
19. 橡果子（どんぐりッ子／1976年8月1日）
20. 少年時代（少年時代／1976年9月1日）
21. 愛這一個雪景（恋ひとつ雪景色／1976年10月10日）
22. 小雨的寄宿鋪（小雨の下宿屋／1977年1月25日）
23. 港祭（港のまつり／（1977年5月1日）
24. 淚的棧橋（なみだの桟橋／1977年8月1日）
25. 春天的岬（春の岬／1977年12月1日）
26. 父女草（父娘草／1978年3月1日）
27. 一個人的津和野（津和野ひとり／1978年6月1日）
28. 彼岸花（彼岸花／1978年9月5日）
29. 有時晴有時陰（晴れたり降ったり曇ったり／1978年10月25日）
30. 夕子的四季（夕子の四季／1979年1月21日）
31. 飛翔的青春（翔んでけ青春／1979年3月5日）
32. 銀色的打火機（銀のライター／1979年6月5日）
33. 歎息橋（ためいき橋／1979年10月21日）
34. 故鄉的心（故郷ごころ／1980年2月21日）
35. 信濃路梓川（信濃路梓川／1980年6月21日）
36. 通往碼頭的淚街（波止場通りなみだ町／1980年9月21日）
37. 北寒港（北寒港／1981年1月21日）
38. 哀愁的日本海幹線（哀しみ本線日本海／1981年7月10日）
39. 海鷗之歌（鷗唄／1982年3月21日）
40. 立待岬（立待岬／1982年8月10日）
41. 故鄉的天氣（ふるさと日和／（1983年4月5日）
42. 越冬的燕子（越冬つばめ／1983年8月21日）
43. 寒冬的山茶花（寒椿／1984年4月21日）
44. 淚雪／胭脂（涙雪／ほお紅、1984年10月5日）
45. 戀愛是女人的生命之花喲（恋は女の命の華よ／1985年2月21日）
46. 愛傷歌（愛傷歌／1985年7月21日）
47. 孤愁人（孤愁人／1986年5月2日）
48. 永遠～愛彩川～／謝謝～小雞的故事～／並且，現在…悲傷的終點站…／～再見～（いつまでも〜愛彩川〜／ありがとう〜雛ものがたり〜／そして、今…悲しみの終着駅…／〜さようなら〜、1986年8月21日）
49. 玫瑰色的未來（バラ色の未来／2006年6月7日）
50. 心雪（こころ雪／2007年1月17日）
51. 綺麗（綺麗／2007年10月3日）
52. 孩子們的櫻花（子供たちの桜／2009年2月28日）

### 大碟
1. 森昌子ファースト・アルバム・せんせい・同級生（1972年）
2. マコ想い出の歌（1973年）
3. マコ初恋へのあこがれ　白樺日記 （1973年）
4. 中学三年生 - 森昌子セカンド・アルバム （1973年）
5. マコの好きなヒット曲　若草の季節 （1974年）
6. 森昌子ショウ〜下町の青い空（1974年）
7. おかあさんに捧げる詩（1974年）
8. 十六歳の演歌〜他人船（1975年）
9. 森昌子ショウ〜北風の朝（1975年）
10. 森昌子民謡集〜北海盆唄（1975年）
11. あの人の船行っちゃった（1975年）
12. 五周年森昌子ショウ－初姿－（1976年）
13. 森昌子十七才の演歌〜別れの一本杉（1976年）
14. 青春の日記 森昌子五周年記念アルバム（1976年）
15. 森昌子歌舞伎座特別公演 青春の熱唱（1976年）
16. 森昌子傑作民謡第二集（1977年）
17. 新春特別公演森昌子ショー“演歌に涙と青春を”（1977年1月18日 浅草国際劇場）（1977年）
18. 森昌子十八歳の演歌 南国土佐を後にして/長崎物語（1977年）
19. 新歌舞伎座特別講演ライブ 涙の熱唱（1977年）
20. 十九歳の演歌 港・桟橋・別れ唄（1978年）
21. お嫁にゆきます 森昌子デビュー7周年記念東宝映画 サウンドトラック盤（1978年）
22. 森昌子デビュー7周年記念リサイタル 〜熱唱ひとり舞台〜 （1978年9月21日　帝国劇場）（1978年）
23. 昌子哀愁（1979年）
24. 二十歳の演歌　銀のライター/みちづれ（1979年）
25. 旅立ち（1980年）
26. 森昌子古賀メロディーを唄う 〜二十一歳の演歌〜（1980年）
27. そしてひとり（1980年）
28. 北寒港（1981年）
29. 森昌子十周年記念リサイタル（1981年9月26日　大阪厚生年金ホール）（1981年）
30. 北のおんな（1982年）
31. 立待岬…愛しき人へ（1982年）
32. 北風は暖かい〜今、故郷は…〜（1983年）
33. 艶華12（1984年）
34. 女の暦〜ゆれる想い〜（1984年）
35. 愛傷歌〜やがて秋から冬へ〜（1985年）
36. 日本のうた〜森昌子15周年記念（1986年）
37. おぼえていますか、あの時を・・・（森 昌子 十五周年記念リサイタル）（1986年）
38. いつまでも ありがとう そして、今…さようなら（1986年）
39. あのころ（2007年）
40. 時の過ぎゆくまま〜心のスクリーン〜（2014年）
41. 森昌子ベスト15　今、あなたへ（2014年）
42. ゴールデン☆アイドル（2015年）
43. 百年の恋歌～時を超えて～（2016年）

## 主要出演

### 電影
- 不是男人嗎・鬥志滿滿（男じゃないか・闘志満々）
- 多年來（としごろ）
- 小姐手下留情（お姐ちゃんお手柔らかに）
- 花的高2三重奏・初戀時代（花の高2トリオ・初恋時代）
- 橡果子（どんぐりっ子）
- 我去結婚（お嫁にゆきます）

### 電視劇
- 刑事（刑事くん） 第3部 第4回「少女が石段のぼる時」（1973年、TBS）
- てんつくてん（1973年、日本電視）
- 大河電視劇 「風、雲、虹」（風と雲と虹と／1976年、NHK）-桔梗 角色
- 銭形平次 第555回「風箏風箏飛起來」（凧凧あがれ／1977年、富士電視）-おきよ 角色
- 明日的刑事（明日の刑事／TBS）
  - 第1回「昌子絕唱! 不去!」（昌子絶唱! 行かないで!／1977年）
  - 第26回「昌子的危機!保育園JAC」（昌子の危機! 保育園ジャック／1978年）
- 鮮花繁盛記（おはなちゃん繁昌記／1978年、朝日電視）主演
- 下町偵探局・家務志願助理（下町探偵局・お手伝い志願／1978年、朝日電視）主演
- 像冰山一樣（氷山のごとく／1980年、富士電視）
- 水戶黃門 第11部第5回 「黃門先生叱女-新莊-」（黄門様を叱つた娘-新庄-／1980年、TBS） -花 角色
- 大江戸捜査網 第485話「花嫁絶唱お父っつあんの唄」（1981年、東京電視） -春 角色
- 秘密のデカちゃん 第3話（1981年、TBS）
- 製造記憶（日语：想い出づくり）（1981年、TBS）主演 - 佐伯のぶ代 角色
- 星期四黃金電視劇（木曜ゴールデンドラマ／讀賣電視）
  - 「煤氣橋 悲傷乘越的母女們」（ガス橋あたり 悲しみのり越える母と娘たち／1982年） -在工廠工作的長女・千鳥 角色
  - 「母親犯了的罪」（母の犯した罪／1983年）
- 哥哥（おにいちゃん／1982年、TBS）
- 西部警察 PART-III 第63回「愛與哀愁的子彈」（愛と哀しみの銃弾／1984年、朝日電視）
- 星期一wide劇場（月曜ワイド劇場／朝日電視）
  - 「女人在公司久坐不去的時候 辦公室戀情76％的生態」（女が会社に居すわる時　オフィスラブ76%の生態／1984年）
  - 「女人結束辦公室戀情的時候」（女がオフィスラブに決着をつける時／1985年）
- 平岩弓枝電視系列劇「女人的日曆」（ドラマシリーズ「女の暦」／1984年、富士電視）
- 晨間小說連續劇「爆竹節晴天」（どんど晴れ／2007年4月～，NHK） -淺倉房子 角色
- 星期五prestigious「媽媽 抱歉你生下了我」（金曜プレステージ「お母さんぼくが生まれてごめんなさい」／2007年7月13日、富士電視）主演-香川亞希子 角色

### 娛樂性節目等
- 象印スターものまね大合戦
- 歌まね振りまねスターに挑戦!!
- 全明星模倣寶座決定戰（オールスターものまね王座決定戦）

森昌子當時是藝人模倣節目的常客。
- 年輕哦!哦!（ヤングおー!おー!）
- 欽ちゃんのどこまでやるの!?（1979年、ANB）
- Curriculu Machine（カリキュラマシーン）
- 音樂博覽會（ミュージックフェア）
- TThe Best Ten
- NHK歌謠音樂會（NHK歌謡コンサート）
- 徹子的房間（徹子の部屋）
- 賓果can・can（ぴったし カン・カン）
- 森田一義時間笑一笑又何妨!（森田一義アワー 笑っていいとも!）
- BS日本的歌（BS日本のうた／NHK衛星）
- 晴天・心跳心跳晴天（晴れ・どきドキ晴れ）
- 富士電視新聞報道wide（めざましワイド／中京電視）
- 德光&可樂餅 名曲的時間（徳光&コロッケ 名曲の時間です）
- 從Studio Park向你問好（スタジオパークからこんにちは）
- 忘年會日本的歌（年忘れにっぽんの歌）
- 回憶的旋律（思い出のメロディー）
- akko委託!（アッコにおまかせ!）
- The wide（ザ・ワイド）
- 早上好朝日（おはよう朝日です／ABC）
- 新鮮情報 沙沙作響的色拉（情報フレッシュ さらさらサラダ／NHK名古屋電視台）
- ちちんぷいぷい（毎日放送）
- 明石家秋刀魚（さんまのまんま／2006年10月4日客人）
- 猜謎$百萬富翁（クイズ$ミリオネア／2006年10月5日客人）
- 北野武的誰都是畢加索（たけしの誰でもピカソ）
- 歌番（うたばん）
- 直截了當的說喲!（ズバリ言うわよ!）
- ぴったんこカン・カン（一檔探訪全日本美食料理的節目）
- 變成朋友!（なるトモ!）
- Hanamaru Market（はなまるマーケット）
- The・音樂時間（ザ・ミュージックアワー）
- 日本電視搞笑綜藝節目ダウンタウンのガキの使いやあらへんで!! 大晦日年越しSP「絶対に笑ってはいけないホテルマン24時」編（2009年12月31日放送、日本電視） - 森昌子（1972年當時初亮相時的髮型）
- 虹色基因（にじいろジーン／2010年5月8日放送、VTRで出演）

### 廣播節目
- 謝謝濱村淳（ありがとう浜村淳です／MBS無線電）
- ノムラでノムラだ♪（MBS無線電）
- 美食人生!原田年晴（ほんまもん!原田年晴です／大阪無線電）
- 武藏野・芙美子的早晨是奇跡!（むさし・ふみ子の朝はミラクル!）
- 西靖和櫻井一枝的歡欣雀躍星期六Request（西靖と桜井一枝のわくわく土曜リクエスト／MBS無線電）
- 早起無線電（早起きラジオ／東海無線電）
- 演JOY歌うーんとDOWN！（岐阜放送）
- BUNBUN無線電（BUNBUNラジオ／岐阜放送）
- 關西e-廣場（かんさいe-スクエア／NHK-FM）
- 無線電高手（ラジオの達人／MBS無線電）
- さてはトコトン菊水丸（MBS無線電）
- 森昌子什麼是生活（森昌子のあったかライフ／MBS無線電 2009年4月開始） -29年的personality
- 森昌子 心的旅行（森昌子 心の旅／山梨放送，岐阜放送，RADIO BERRY，HBC無線電網絡）

## 主要受獎歷
- 日本唱片大獎 新人獎
- 日本唱片大獎 最優秀歌唱獎
- 日本唱片大獎 金獎
- 日本歌謠大獎 廣播音樂新人獎
- 全日本有線廣播大獎 新人獎
- 日本有線大獎 新人獎
- 古賀政男紀念音樂大獎 大獎

## 外部連結
- おんがく工房 - 森昌子公式ホームページ （页面存档备份，存于）
- キングレコード- 森昌子 （页面存档备份，存于）
- 昌子ファンの為の掲示板（ファンサイト） （页面存档备份，存于）

1. ↑  薩堪德拉. . 巴哈姆特.   [2019-11-10]. （原始内容存档于2020-02-09）.